# Eryngium noeanum
Eryngium noeanum är en flockblommig växtart som beskrevs av Pierre Edmond Boissier. Eryngium noeanum ingår i släktet martornar, och familjen flockblommiga växter. Inga underarter finns listade i Catalogue of Life.